# Scaphusia Schaffhausen
Die Scaphusia ist eine Mittelschulverbindung an der Kantonsschule Schaffhausen, die 1858 gegründet wurde.

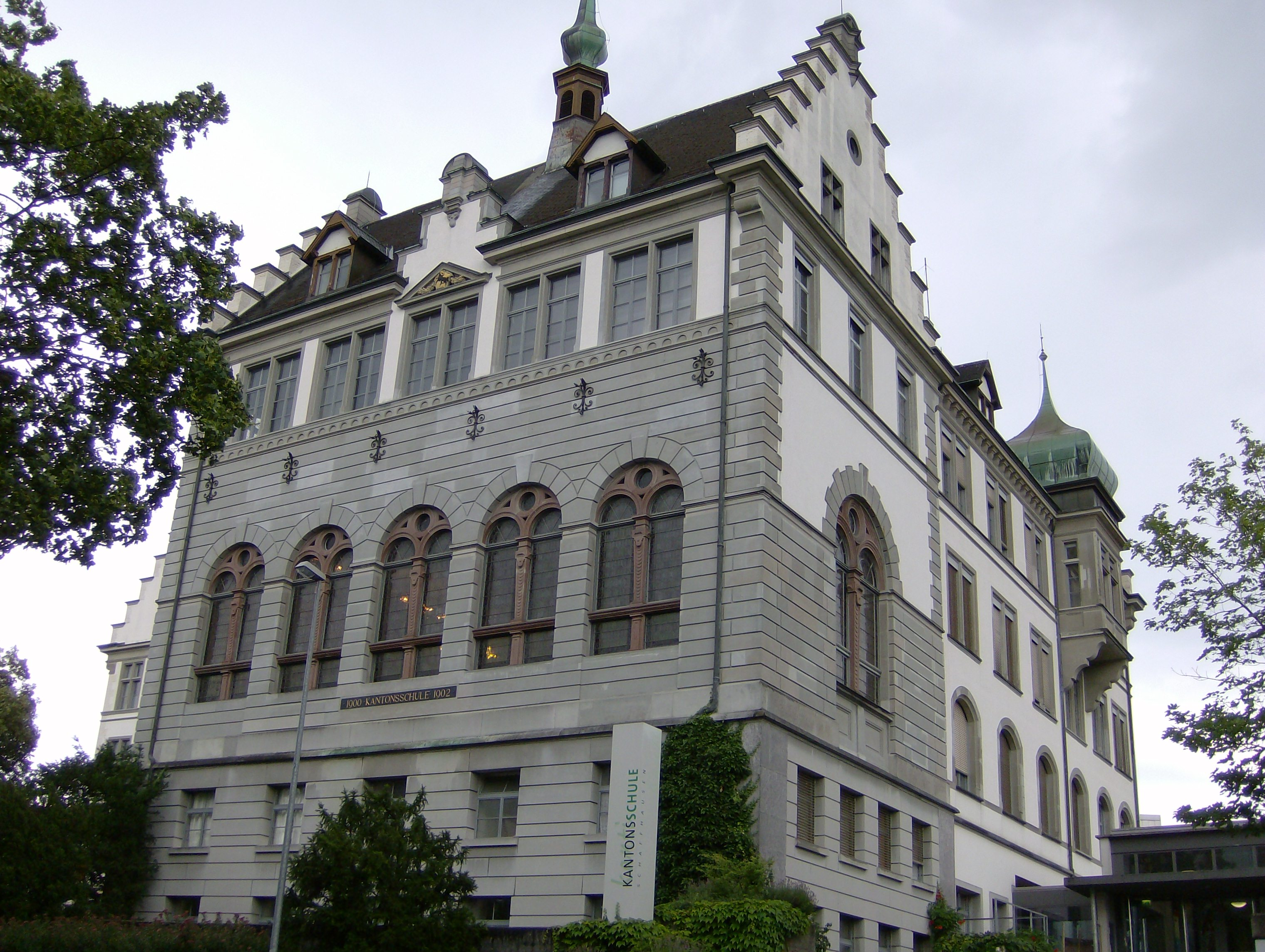
Kantonsschule Schaffhausen

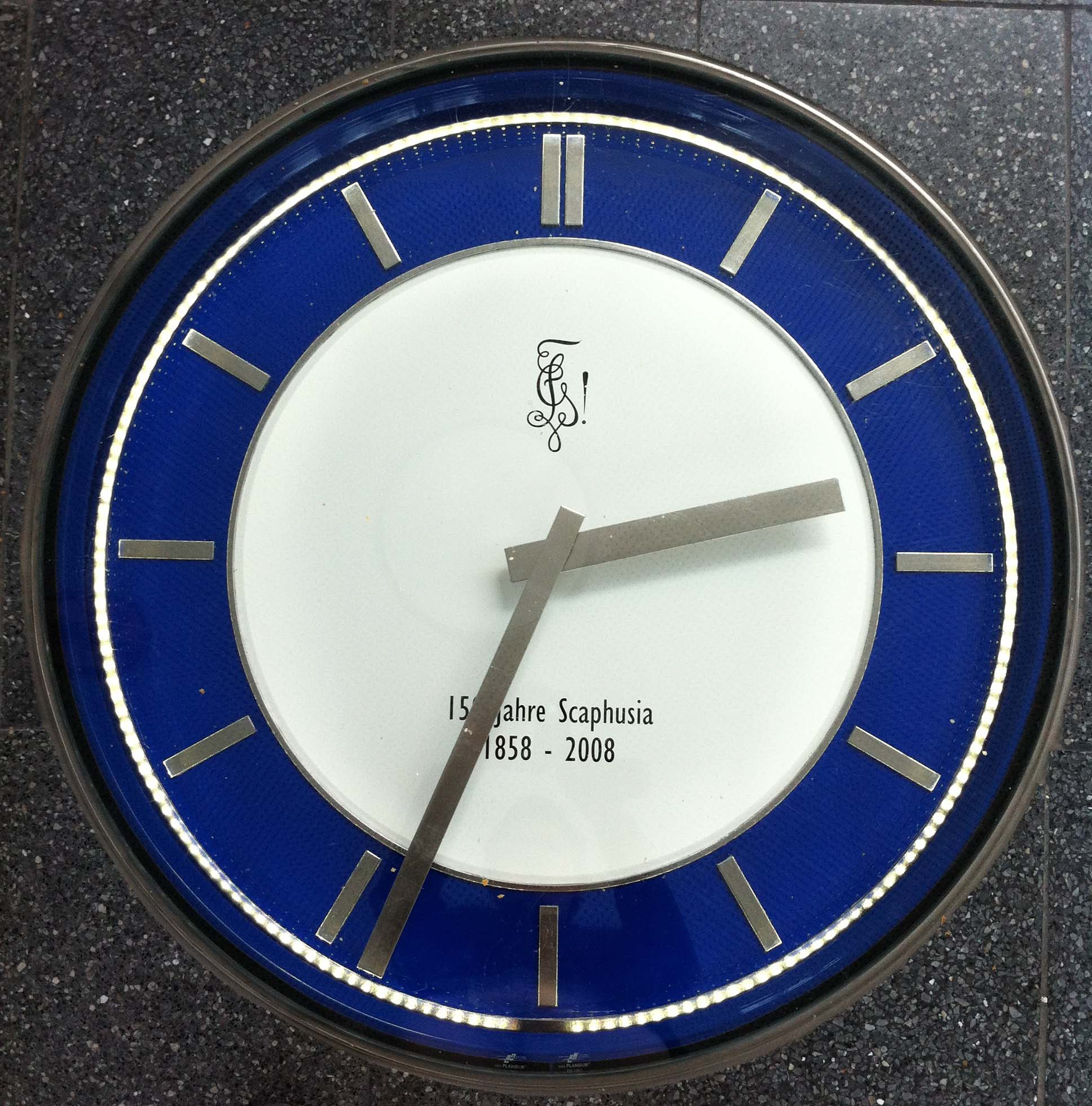
2008 von der Scaphusia gestiftete Bodenuhr im Zwischentrakt der Kantonsschule Schaffhausen

## Geschichte
Im Umfeld der entstehenden Gymnasialvereine, die sich immer mehr zu Verbindungen entwickelten, wurde die Scaphusia als vierter Verein dieser Art in der Schweiz am 24. September 1858 von Hermann Freuler zusammen mit vier weiteren Kommilitonen gegründet.
Lautete die Devise in den frühen Jahren noch «litteris et amicitiae et patriae», so strich man Ende des 19. Jahrhunderts die vaterländische Komponente und verkürzte die Devise zur heutigen Form «litteris et amicitiae».
Als Zeichen der vaterländischen Gesinnung waren die Farben oder Couleur der Scaphusia anfänglich Rot und Weiss. Unter den Farben versteht man sowohl die charakteristische Kombination von zumeist drei Farben wie auch die in den Verbindungsfarben gehaltenen Abzeichen Mütze, Band und Bierzipfel. 1861 wurden dann nach dem Vorbild der Gymnasia Turicensis und anderer Gymnasialvereine die blau-weiss-blauen Farben eingeführt, welche die Scaphusianer noch heute tragen.
Die Biernamen, auch Vulgo oder Cerevis genannt, sind in der Scaphusia nach Zürcher Vorbild seit 1861 üblich. Sie sind Symbol dafür, dass für den Fuxe ein neuer Lebensabschnitt beginnt. In Deutschland, in den Jahren vor 1848, als die Studentenverbindungen behördlich verboten waren, dienten die Biernamen auch der Tarnung.
In der Scaphusia wurden die Kneipen anfänglich formlos durchgeführt, und es gab weder Comment noch Burschen- und Fuxentum.
Den Fuxmajor und den ihm unterstellten Fuxenstall führte man 1865 ein. Fortan existierte in der Aktivitas die Unterscheidung zwischen den vollberechtigten Burschen und den untergebenen Neulingen, den Fuxen.
1866 wurde der wöchentliche Stamm oder Abendschoppen eingeführt, der jeden Dienstag in der «Burg» beim Schwabentor abgehalten wurde. Seitdem wechselte man das Lokal einige Male, und heute treffen sich die Scaphusianer jeden Mittwoch im Restaurant Falken.
Das Regularium der studentischen Sitten und Gebräuche, der Comment, wurde 1872 eingeführt, welchen man von der Paedagogia Basiliensis übernahm.
1890 in Basel und kurze Zeit später auch in Zürich bildeten ehemalige aktive Mitglieder Alt-Scaphusianer-Kränzchen. 1894 schlossen sich diese Gruppierungen zusammen und gründeten 1894 in Schaffhausen die Alt-Scaphusia. Diese bezweckt «die Pflege der Geselligkeit und Freundschaft unter früheren Scaphusianern und die Förderung der Aktivitas».
Im Jahre 1919 tat sich die Scaphusia mit den wenige Jahre jüngeren Verbindungen Thurgovia Frauenfeld, Vitodurania Winterthur und Rhetorika St. Gallen zusammen, und es entstand das Ostschweizer Kartell.

## Organisation
Die Scaphusia besteht aus zwei Verbänden. Die beigetretenen Kantonsschüler bilden die Aktivitas, und die ehemaligen Aktiven, die Altherren, bilden den Altherren-Verband.

### Aktivitas
Die Aktivitas besteht aus allen aktiven Mitgliedern. Dazu gehören die Burschen, Konkneipanten, Hospes perpetuus und die Fuxen. Sie gestalten das Verbindungsleben und organisieren die Anlässe der Verbindung.
- Konkneipanten sind Mitglieder der Scaphusia, die nicht die Kantonsschule besuchen, jedoch durch ihr Interesse an der Verbindung und ihr Engagement trotzdem aufgenommen werden.
- Hospites perpetui sind Mitglieder, die aus Zeitmangel nicht jeden Anlass besuchen können. Oft sind es Sportler, Musiker oder anders vielbeschäftigte Schüler, die trotz ihres Interesses an der Verbindung ihre erfolgreiche Freizeitbeschäftigung nicht aufgeben wollen. Welchen Beitrag sie leisten müssen, wird in der Regel mit den Bursch vor dem Beitritt abgemacht

Die Mitgliedschaft ist, wie den meisten Verbindungen, hierarchisch organisiert. Durch andauernde aktive Teilnahme oder das Bestehen von Prüfungen und Erdulden von Initiationsriten kann das Mitglied zusätzliche Titel und damit einhergehenden Privilegien erwerben.

### Altherren-Verband
Der Verband der Altherren wurde 1894 von ehemaligen Aktiven gegründet. Die Altherren unterstützen die Aktivitas nicht nur finanziell, sondern helfen auch bei schulischen Fragen. Ein reges Eigenleben führen die Mitglieder an diversen Anlässen des AH-Verbandes (AH-Wanderungen, AH-Stämme in den Universitätsstädten Zürich, Bern und Basel etc.). Der Altherren-Verband hat mehr als 300 Mitglieder und wird von einem Vorstand geleitet.

## Ämter
Die Scaphusia hat verschiedene Ämter, die von den Burschen übernommen werden.
- Präsident (x): Der Präsident verteilt die Aufgaben und kontrolliert deren Erledigung. Er führt die Verbindung und übernimmt die Verantwortung für die Aktivitas.
- Aktuar (xx): Der Aktuar verfasst von allen Anlässen Protokolle und vertritt den Präsidenten.
- Quästor (xxx): Der Quästor führt die Finanzen der Aktivitas.
- Der Fuxmajor (FM): Er führt die neuen Fuxen in das Verbindungsleben ein und ist ein wichtiger Wegbegleiter für die Füxe während ihrer Fuxenzeit

Die Kumulation von Ämtern auf eine Person ist möglich, wenn zu wenig Burschen zur Verfügung stehen.

## Lokalität
Die Scaphusia bezog 1912 die Bude im ersten Stock des Stammlokals des Restaurant Falken, die seitdem mehrfach umgestaltet wurde.